# Ferula ferulioides
Ferula ferulioides là một loài thực vật có hoa trong họ Hoa tán. Loài này được (Steud.) Korovin mô tả khoa học đầu tiên năm 1947.